# California State Route 36
De California State Route 36, afgekort CA 36 of SR 36, is een state highway van de Amerikaanse staat Californië. De weg is 400 kilometer lang en loopt van Humboldt County aan de noordwestkust oostwaarts door de Coast Ranges, de Sacramento Valley en de grensstreek van de Cascade Range en de Sierra Nevada naar Lassen County.